# Helina prolatifrons
Helina prolatifrons är en tvåvingeart som beskrevs av John Otterbein Snyder 1940. Helina prolatifrons ingår i släktet Helina och familjen husflugor.
Artens utbredningsområde är Panama. Inga underarter finns listade i Catalogue of Life.